# Albert Préjean
Albert Préjean (Paris, 27 de outubro de 1894 — 1 de novembro de 1979) foi um ator francês.
Passou sua infância em Cloyes e freqüentou o colégio Nogent-sur-Marne. Mais tarde, estudou alemão na Universidade de Fribourg-en-Brisgau. Durante a Primeira Guerra Mundial foi aviador (Esquadrille des Cigognes) e recebeu a Cruz de Guerra e a Legião de Honra. Foi um dos vários artistas criticados por continuar filmando durante a ocupação da França pelos alemães.
Com 24 anos se tornou dublê em filmes, até que em 1923 foi convidado por René Clair para ser o protagonista de Paris qui dort. A cumplicidade entre os dois faz com que Préjean participasse de outros filmes do diretor, como Le fantôme du Moulin-Rouge (1924), Un chapeau de paille d'Italie (1927) e Sous les toits de Paris (1930), onde cantou a canção-tema.
Com o surgimento do cinema sonoro em 1927, começou a cantar. Em 1929, fez sua estréia no Moulin Rouge, imitando atores conhecidos e lançando pela primeira vez nos palcos o famoso estilo cowboy, que faria sucesso 15 anos mais tarde com Yves Montand.
Albert Préjean teve um filho, Patrick Préjean, que nasceu em 4 de junho de 1944 e hoje é uma das grandes vozes da dublagem francesa, tendo também uma rica carreira no teatro de boulevard. Sua neta, Laura Préjean, também é especialista em dublagem. Confiou suas memórias para seu filho, que foram publicadas em 1979, falecendo no mesmo ano.

## Filmografia
1911 – Un marié qui se fait attendre de Louis J. Gasnier
1921 – Les Trois Mosquetaires de Henri Diamant-Berger
1922 – Gonzague de Henri Diamant-Berger
1922 – Le mauvais garçon de Henri Diamant-Berger
1922 – Vingt ans après de Henri Diamant-Berger
1922 – Triplepatte de Raymond Bernard
1923 – Costaud des Epinettes de Raymond Bernard
1923 – Paris qui dort de René Clair
1923 – Le roi de la vitesse de Henri Diamant-Berger
1923 – L'accordeur de Henri Diamant-Berger
1923 - L'homme inusable de Raymond Bernard
1923 - Jim Bougne boxeur de Henri Diamant-Berger
1924 – Le fantôme du Moulin Rouge de René Clair
1924 – Le miracle des loups de Raymond Bernard (sonorizado em 1930)
1924 – Décadance et grandeur de Raymond Bernard
1925 – Amour et carburateur de Pierre Colombier
1925 – La justicière de Maurice Gleize e Maurice de Marsan
1925 – Le voyage imaginaire de René Clair
1926 – Le bouif errant de René Hervil
1926 - Le joueur d’échecs de Raymond Bernard
1927 – Le chauffeur de mademoiselle de Henri Chomette
1927 – Education de prince de Henri Diamant-Berger
1927 – Un chapeau de paille d'Italie de René clair
1928 – Les nouveaux messieurs de Jacques Feyder
1928 – Verdun, visions d’histoire de Léon Poirier
1929 – L'aventure de Luna-Park de Albert Préjean
1929 – Fecondité de Henri Etievant e Nicolas Evreinoff
1929 – Le requin de Henri Chomette
1929 – Bluff de Georges Lacombe
1929 – Le manque de mémoire de Henri Chomette
1929 – C'est à boire (curta metragem de canções)
1929 – Pour passer le temps (curta metragem de canções)
1930 – Le chant du marin de Carmine Gallone
1930 – L'opéra de quat’sous de Georg Wilhelm Pabst
1930 – Sous les toits de Paris de René Clair
1931 – L'amoureuse aventure de Wilhelm Thiele
1931 – Le joker de Erich Waschneck
1931 – Un soir de rafle de Carmine Gallone
1932 – Rivaux de la piste de Serge de Poligny
1932 – Théodore et Cie de Pierre Colombier
1932 – Un fils d’Amérique de Carmine Gallone
1932 – Voyage de noces de Germain Fried e Erich Schmidt
1933 – Les bleus du ciel de Henri Decoin
1933 – Caprice de princesse de Henri-Georges Clouzot e Karl Hartl
1933 – Le Paquebot Tenacity de Julien Duvivier
1933 – Toto de Jacques Tourneur
1933 – Volga en flammes de Victor Tourjansky
1934 – L'auberge du petit dragon de Jean de Limur
1934 – L'a crise est finie de Robert Siodmak
1934 – Dédé de René Guissart
1934 – L'or dans la rue de Kurt Bernhardt
1934 – Le secret d’une nuit de Félix Gandera
1935 – Le contrôleur des wagons-lits de Richard Eichberg
1935 – Lune de miel de Pierre-Jean Ducis
1935 - Moïse et Salomon parfumeurs de André Hugon
1935 – Paris-Camargue de Jack Forrester
1935 – Princesse Tam Tam de Edmond T. Gréville
1935 – Quelle drôle de gosse! de Léo Joannon
1936 – Jenny de Marcel Carné
1937 - A Venise, une nuit de Christian-Jaque
1937 – L'alibi de Pierre Chenal
1937 – La Fessée de Pierre Canon
1937 – Mollenard de Robert Siodmak
1937 – Neuf de trèfle de Lucien Mayrargues
1938 – L'inconnue de Monte Carlo de André Berthomieu
1938 – Métropolitain de Maurice Cam
1938 – La piste du sud de Pierre Billon
1938 – Place de la Concorde de Carl Lamac
1938 – La rue sans joie de André Hugon
1938 – La vie des artistes de Bernard-Roland
1939 – Dédé la musique de André Berthomieu
1939 – Nord-Atlantique de Maurice Cloche
1939 – L'or du Cristobol de Jacques Becker e Jean Stelli
1939 – Pour le maillot jaune de Jean Stelli
1941 – Caprices de Léo Joannon
1941 – L’etrange Suzy de Pierre-Jean Ducis
1942 – Picpus de Richard Pottier
1943 – Au bonheur des dames de Richard Pottier
1943 – Cécile est morte de Maurice Tourneur
1943 – La vie de plaisir de Albert Valentin
1944 – Les caves du Majestic de Richard Pottier
1945 – L'assassin n’est pas coupable de René Delacroix
1946 – L'homme de la nuit de René Jayet
1946 – La kermesse rouge de Paul Mesnier
1946 – Le secret du Florida de Jacques Houssin
1947 – Les frères Bouquinquant de Louis Daquin
1947 – La grande volière de Georges Péclet
1947 – L'Idole de Alexandre Esway
1948 – Piège à homme de Jean Loubignac
1949 – Les nouveaux maîtres de Paul Nivoix
1951 – Le désir et l’amour de Henri Decoin
1951 – Ils sont dans les vignes de Robert Vernay
1954 – Les amants du Tage de Henri Verneuil
1954 – Casse-cou, mademoiselle de Christian Stengel
1954 – Chéri-Bibi de Marcello Pagliero
1955 – Un missionnaire de Maurice Cloche
1956 – Adorables démons de Maurice Cloche
1956 – Le circuit de minuit de Yvan Govar
1957 – Paris music-hall de Stany Cordier
1959 – Ça peut toujours server de Georg Jacoby
1961 – Bonne chance Charlie de Jean-Louis Richard